# Pobrzeżka pospolita
Pobrzeżka pospolita (Littorina littorea) – gatunek średniej wielkości morskiego ślimaka z rodziny Littorinidae. Występuje pospolicie w litoralu i strefie pływów w północnym Atlantyku.

## Etymologia nazwy
Nazwa rodzaju pochodzi od siedliska, w którym gatunek występuje (litoralis łac. – nadbrzeżny)).

## Cechy morfologiczne

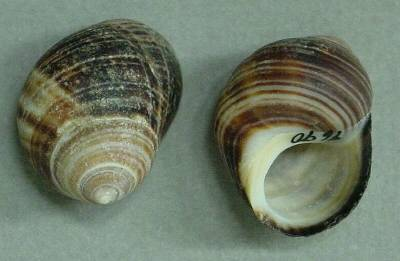
Muszla pobrzeżki pospolitej (Littorina littorea).

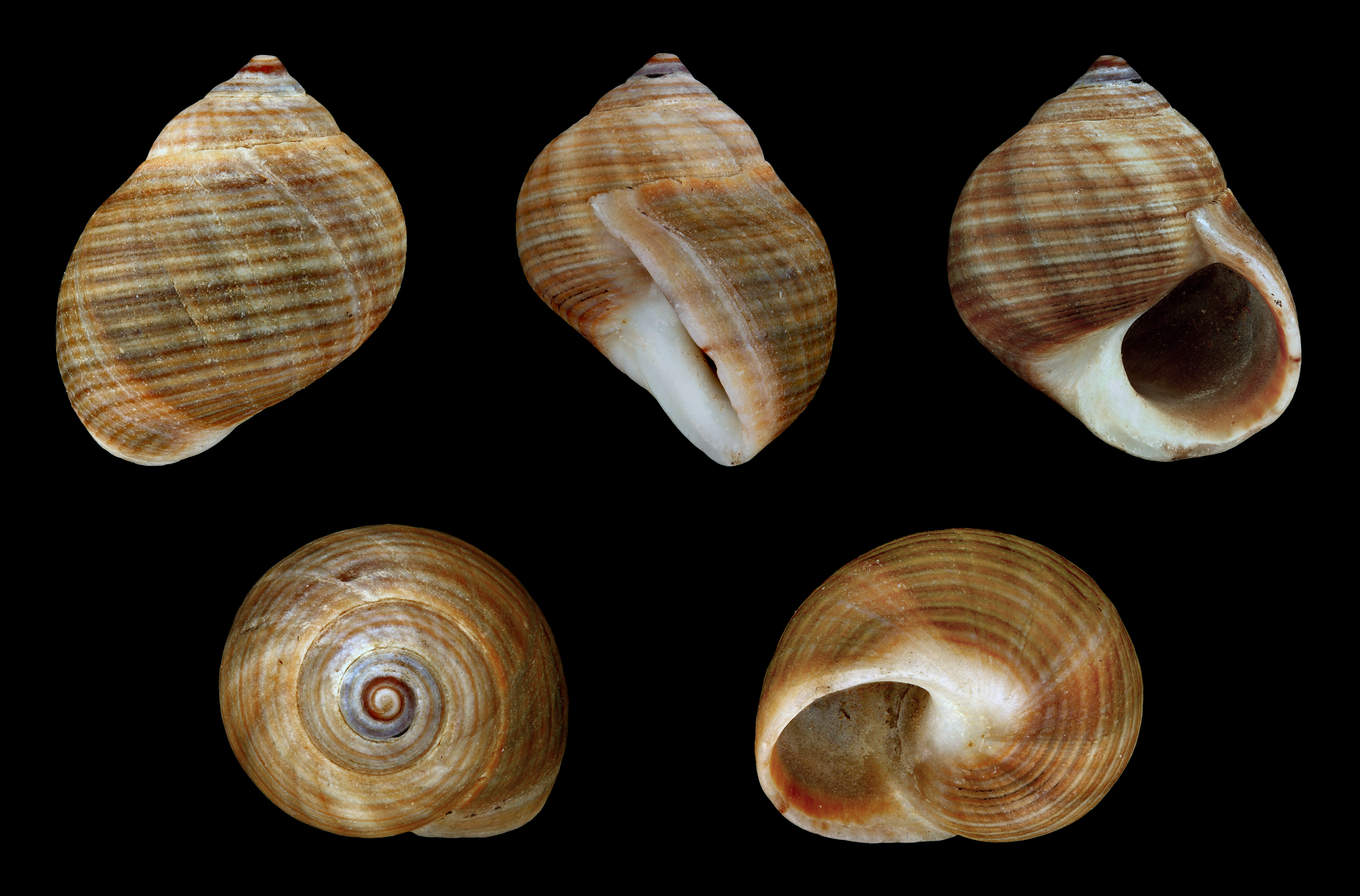
Muszla pobrzeżki pospolitej (Granville, Normandia).

Wielkość muszli: długość 20–53 mm. Skrętów 6–7. Krawędź wargi zewnętrznej ostra. Muszla grubościenna, kulisto-stożkowa z wyraźnym, słabo zaznaczonym szwem i niską umiarkowanie wysklepioną skrętką. Gładka zewnętrzna powierzchnia muszli z delikatnymi, spiralnymi prążkami. Linie przyrostowe słabo widoczne. Na tle oliwkowo-brązowej powierzchni przebiegają niezbyt wyraźne, ciemnobrązowe lub purpurowobrązowe pasy. W niektórych populacjach muszle ciemnobrunatne, pomarańczowe, czerwone lub szare. Bez dołka osiowego. Wewnętrzna strona muszli z brązowawymi plamami. Ubarwienie, kształt i wielkość muszli wykazuje dużą międzyosobniczą zmienność.

## Występowanie
Pierwotny zasięg obejmował północno-wschodnie wybrzeża Atlantyku (od północnej Hiszpanii do Rosji). W Bałtyku tylko w zachodniej, silniej zasolonej części. Zawleczony na wschodnie wybrzeże Ameryki, znajdowany również na zachodnim, pacyficznym wybrzeżu (m.in. w Kalifornii).

## Biologia i ekologia

### Zajmowane siedliska

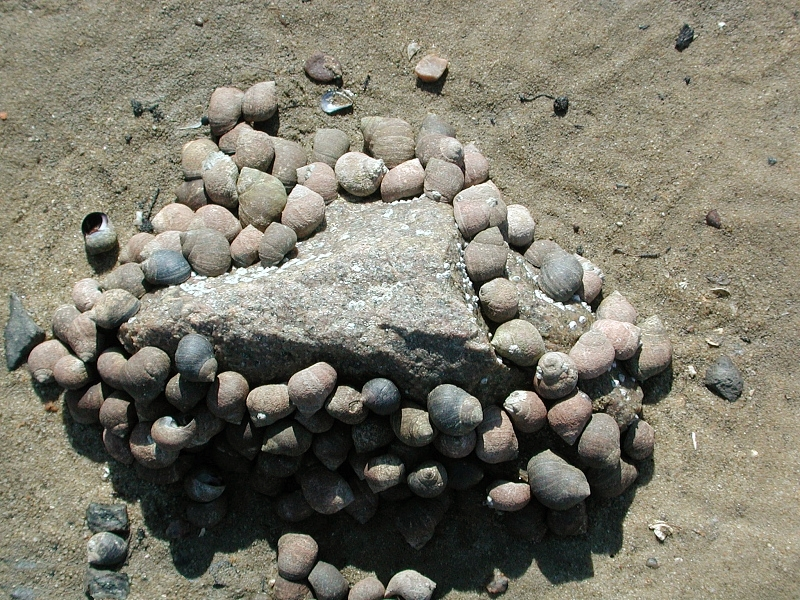
Grupa pobrzeżek pospolitych na kamieniu podczas odpływu (Sylt, Niemcy).

Żyją w litoralu, w strefie pływów, zajmują też jeziorka pływowe. Spotykane głównie na wybrzeżu skalistym lub kamienistym, mniej obficie na równiach pływowych, estuariach. Wytrzymują okresowe, zmniejszone zasolenie wody, pozostają aktywne również w czasie odpływu, gdy są wynurzone, o ile tylko przybój zapewnia zraszanie wodą.

### Odżywianie
Roślinożercy, zdrapywacze, rozdrabniacze – żywią się trawami morskimi, glonami, peryfitonem. Preferowane gatunki: Ulva lacuca i Enteromorpha intestinalis.

### Rozmnażanie
Rozdzielnopłciowe, jajorodne. Jaja w galaretowatych kapsułach jajowych uwalniane wprost do wody, w trakcie przypływu. W pojedynczej kapsule zwykle 3-9 jaj. Rozwój złożony, z larwą swobodnie pływającą. Larwa osiedla się po ok. 6 tygodniach rozwoju. Dojrzałość płciową młodociane osobniki osiągają po ok. 2-3 latach2. Długość życia – do pięciu lat 2.

### Interakcje międzygatunkowe
Pobrzeżki są jednym z ważniejszych roślinożerców w strefie pływów, kontrolującym wzrost peryfitonu i glonów.
Pobrzeżki stanowią ważne źródło pokarmu dla organizmów z wyższych poziomów troficznych (np. drapieżnych ślimaków Polinices sp., Nassarius sp. Urosalpix cinerea), krabów i raków pustelników (Pagurus ssp.), rozgwiazd) oraz ptaków i ssaków związanych z morzem.

## Ciekawostki
- pobrzeżki pospolite są ważnym źródłem pożywienia dla ludzi. W Irlandii i Wielkiej Brytanii stanowią szósty, pod względem wielkości połowów, gatunek „owoców morza”, generujący przychody na poziomie 5 mln funtów rocznie[10].
- brunatnice, które wchodzą w skład diety pobrzeżki, w siedliskach, w których są zagrożone przez żerujące ślimaki, aby je odstraszyć produkują toksyczne polifenole[13].
- jedno ze stadiów rozwoju Morza Bałtyckiego nosi nazwę Morza Litorynowego od nazwy naukowej pobrzeżki pospolitej (Littorina littorea), która w tym czasie (ok. 4-5 tys. lat temu) była tam jednym z dominujących gatunków.